# Strongylognathus chelifer
Strongylognathus chelifer is een mierensoort uit de onderfamilie van de Myrmicinae. De wetenschappelijke naam van de soort is voor het eerst geldig gepubliceerd in 1985 door Radchenko.